# پیتر لکو

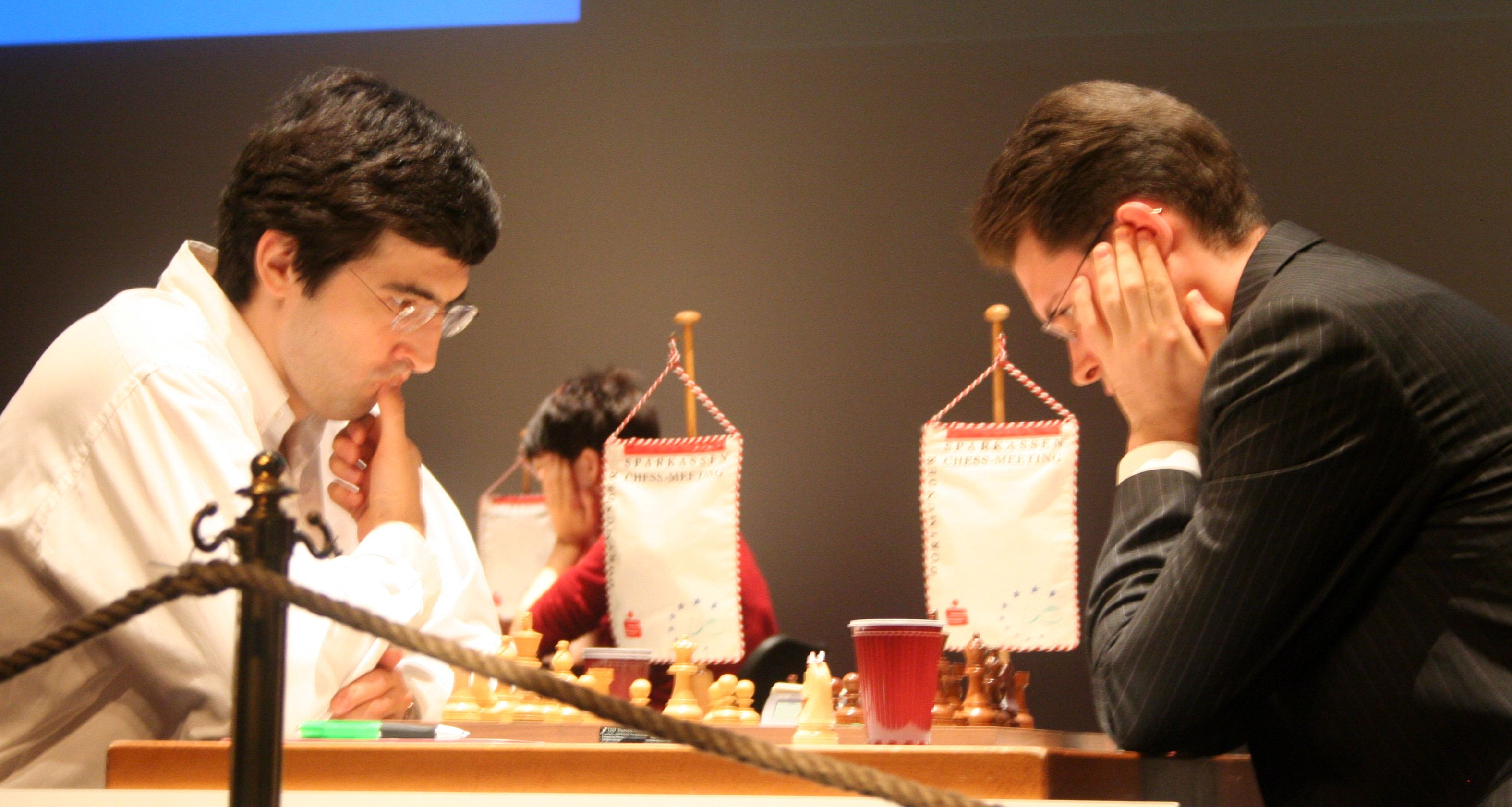
پیتر لکو - ولادیمیر کرامنیک، دورتموند، ۲۰۰۶

پیتر لکو (به مجاری: Lékó Péter) (زادهٔ ۸ سپتامبر ۱۹۷۹ در صربستان) شطرنجباز اهل مجارستان است.
او در ۱۴ سالگی به استاد بزرگی رسید که رکوردی تازه در آن زمان محسوب می‌شد. لکو در سال ۲۰۰۱ با شکست دادن مایکل آدامز استاد بزرگ نامدار انگلستان در شطرنج بابی فیشر (شطرنج ۹۶۰) در شهر ماینس آلمان به عنوان اولین قهرمان جهانِ شطرنجِ بابی فیشر شناخته شد عنوانی که آن را ۲ سال بعد در پی شکست از پیتر سویدلر از دست داد. او همچنین در سال ۲۰۰۴ در سوئیس به مصاف ولادیمیر کرامنیک قهرمان شطرنج جهان رفت. کرامنیک در این مسابقه با تساوی ۷–۷ از مقام قهرمانی خود دفاع کرد. او در مسابقهٔ قهرمانی جهان سال ۲۰۰۵ فیده نمایش جالب توجهی نداشت و با ۶٫۵ امتیاز از ۱۴ مسابقه در رتبه پنجم قرار گرفت.
براساس آخرین رنکینگ فدراسیون بین الملی شطرنج در نوامبر ۲۰۱۴ لکو دارای ریتینگ ۲۷۲۲٫۹ می‌باشد که او را در رتبهٔ بیست و نهم دنیا و نخستِ مجارستان قرار می‌دهد.

## روش بازی
لکو به عنوان یک تئوریسین قدرتمند در جهان شطرنج شناخته شده‌است و روش بازی او به بالا بودن احتمال مساوی معروف است. وی همچنین به مهارت در آخر بازی شهرت دارد.
لکو با مهره سفید تقریباً همیشه e4 بازی می‌کند و با مهره سیاه معمولاً در مقابل e4 به دفاع سیسیلی و در برابر d4 به دفاع گرونفلد روی می‌آورد.

## عناوین مهم
- ۱۹۹۲ – کسب درجه استاد بین‌المللی
- ۱۹۹۴ – رسیدن به درجه استاد بزرگ
- ۱۹۹۵ – رتبه سوم تورنمنت شطرنج دورتموند در ۱۵ سالگی
- ۱۹۹۶ – قهرمان شطرنج زیر ۱۶ سال جهان
- ۱۹۹۹ – قهرمانی در تورنمنت شطرنج دورتموند۱۹۹۹ – قهرمانی در گراندپری شطرنج سریع بوردو
- ۲۰۰۰ – غلبه بر آلکساندر خالیفمن قهرمان وقت فیده در بوداپست
- ۲۰۰۱ – شکست مایکل آدامز در شطرنج بابی فیشر در شهر ماینس
- ۲۰۰۲ - قهرمانی در تورنمنت شطرنج دورتموند
- ۲۰۰۳ – عنوان اول تورنمنت شطرنج لینارس
- ۲۰۰۵ - قهرمانی در تورنمنت شطرنج ویک آن زی